# Máximo de Kiev
Máximo, Metropolita de Quieve e Vladimir (1283-1305), era grego de nascimento e chegou a Rus, então sob o jugo mongol (tártaro). Decidiu permanecer em Quieve, mas a cidade foi completamente devastada pelas incursões saqueadoras dos tártaros. O Metropolita Máximo retirou-se para Briansk e de lá para Susdália. Durante a visita à Volínia, encontrou-se com Pedro, o hegúmeno do Mosteiro de Ratsk, que o sucederia como Metropolita (o primeiro com residência permanente em Moscou).
Em 1295, o santo depôs Jaime da cátedra do bispo em Vladimir e substituiu-o por Simão. Durante esses tempos terríveis, o trono do Grande Príncipe estava primeiro em Vladimir, depois em Pereslávia e depois em Tuéria.
Apreensivo de que ele insultasse os príncipes da Rússia do Sul movendo-se para o norte, ofereceu fervorosas orações à Mãe de Deus, e Ela indicou Vladimir como o local de sua residência.
No ano de 1299 o Metropolita Máximo foi para Vladimir, e no ano seguinte ele estabeleceu Santo Teoctisto como Bispo de Novogárdia. Em 1301, o Metropolita Máximo estava em Constantinopla para um Concílio Patriarcal, onde, a pedido de Teognosto, Bispo de Zaraisk, ele formulou questões relativas às necessidades da Igreja Russa a serem resolvidas pelo Concílio.
Reconhecendo a necessidade de aumentar a força da subjugado Rus, pediu ao Príncipe Yuri Danilovich de Moscou que fizesse as pazes com o Príncipe Miguel de Tuéria. Ele também aconselhou Yuri a viajar até a Horda para receber o trono. Em 1304, instalou Miguel de Tuéria no trono principesco de Vladimir.
Dando um exemplo de vida espiritual intensa para os outros, o Metropolita Máximo estava preocupado com o crescimento espiritual de seu rebanho.. Assim, estabeleceu regras para o jejum em outros horários além da Grande Quaresma. Ele o ordenou para os períodos de quaresma dos apóstolos, da Dormição e da Natividade, e definiu quando o jejum nas quartas e sextas-feiras é permitido (na Rússia até o século XIV eles não jejuavam no meio da festa e na despedida da Páscoa).
O santo Metropolita preocupou-se particularmente com a manutenção do casamento legítimo: “Escrevo, portanto, sobre isto, para que vós, meus filhos, nascidos e recém-santificados na pia batismal, tomem a vossa esposa da Santa Igreja Católica e Apostólica, para a mulher é para a salvação do homem. Se você se apegar a eles na promiscuidade sem casamento, isso o beneficiará? Não, mas sim rogar e implorar a eles, sejam jovens ou velhos, que se casem na Igreja ”.
Repousou em 6 de dezembro de 1305 e seu corpo foi enterrado na catedral da Dormição em Vladimir. Uma cobertura dourada foi construída sobre o túmulo do santo.
O ícone "Maximov" da Mãe de Deus (18 de abril) foi colocado na parede acima do túmulo do santo. Foi pintado no ano de 1299 seguindo uma visão do Metropolita Máximo. Uma descrição dessa visão foi inscrita no lado esquerdo da cripta.